# Hilara macrura
Hilara macrura är en tvåvingeart som beskrevs av Collin 1928. Hilara macrura ingår i släktet Hilara och familjen dansflugor. Inga underarter finns listade i Catalogue of Life.